# Ferrugem (Fußballspieler)
1. WEITERLEITUNG Rodrigo Lacerda Ramos